# Urs Freuler
Urs Freuler (Bilten, 6 novembre 1958) è un ex ciclista su strada e pistard svizzero.
Fu professionista su strada dal 1981 al 1992, dimostrandosi un ottimo velocista e aggiudicandosi quindici tappe al Giro d'Italia e una al Tour de France. Su pista fu invece attivo dal 1980 al 1997, e in carriera vinse dieci titoli mondiali per professionisti, otto nella corsa a punti (un record) e due nel keirin, oltre a tre titoli europei di omnium endurance e 21 Sei giorni.

## Carriera
Originario di Bilten, tra i dilettanti alternò l'attività ciclistica con il lavoro in un'officina meccanica. Tra il 1977 e il 1980 si mise in evidenza nelle gare dilettanti su pista, vincendo alcuni titoli nazionali e aggiudicandosi anche due medaglie di bronzo ai mondiali di specialità. Passato ai professionisti nel settembre 1980 grazie allo sponsor individuale Bilta, già in quell'autunno a Zurigo si aggiudicò il titolo europeo di omnium endurance, mettendo inoltre a segno, con 1'01"345, la miglior prestazione al mondo nel chilometro da fermo.
Nelle stagioni seguenti si affermò ai massimi livelli con la vittoria di ben otto titoli mondiali pro nella corsa a punti (sette consecutivi dal 1981 al 1987 e uno nel 1989) e due nel keirin (1983 e 1985, con tre bronzi nel 1984, 1986 e 1987), oltre ad altri tre titoli continentali, due nell'omnium (1981 e 1985) e uno nella velocità (1981); vinse anche 21 Sei giorni, tra cui quella di Zurigo per sei volte dal 1982 al 1994, e numerosi campionati svizzeri in svariate specialità.
Su strada fece il suo esordio tra i professionisti nel 1981 con l'olandese TI-Raleigh, voluto da Peter Post; vestì poi le maglie della padovana Atala diretta da Franco Cribiori (per sei anni), dell'olandese Panasonic e della tedesca Telekom, concludendo l'attività nel 1992 con il piccolo team svizzero Bleiker-Appenzeller Käse. Nelle dodici stagioni da pro fu uno dei protagonisti delle volate e delle cronometro brevi, conquistando complessivamente settantuno vittorie.
Tra i successi su strada spiccano quindici vittorie di tappa al Giro d'Italia tra il 1982 e il 1989 (nella Corsa rosa vinse anche la classifica a punti nel 1984 e vestì per due giorni la maglia rosa, un giorno nel 1983 e uno nel 1986), una tappa e due cronometro a squadre al Tour de France 1981, nove frazioni complessive al Tour de Suisse, e un'edizione del Grand Prix Pino Cerami. Nel 1985 fu premiato con il Mendrisio d'Oro.
Dopo il ritiro dalle corse è stato manager del team svizzero Phonak dal 2002 al 2005.

## Palmarès

### Strada
- 1981 (TI-Raleigh, tre vittorie)

Prologo Tour de Romandie (Morat, cronometro)
7ª tappa, 1ª semitappa Tour de Suisse (Lugano, cronometro)
7ª tappa Tour de France (Pau > Bordeaux)
- 1982 (Atala, tre vittorie)

3ª tappa Giro di Sardegna (Nuoro > Nuoro)
5ª tappa Giro d'Italia (Assisi > Roma)
6ª tappa Giro d'Italia (Roma > Caserta)
11ª tappa Giro d'Italia (Cefalù > Messina)
2ª tappa Tour de Suisse (Emmenbrücke > Suhr)
- 1983 (Atala, quattro vittorie)

3ª tappa Giro di Sardegna (Oristano > Siniscola)
3ª tappa Giro del Trentino (Arco > Trento)
5ª tappa, 1ª semitappa Tour de Suisse (Davos > Sargans)
10ª tappa Tour de Suisse (Brügg bei Biel > Zurigo)
- 1984 (Atala, quattro vittorie)

2ª tappa Giro d'Italia (Marina di Pietrasanta > Firenze)
7ª tappa Giro d'Italia (Foggia-Marconia di Pisticci)
8ª tappa Giro d'Italia (Policoro > Agropoli)
11ª tappa Giro d'Italia (Isernia > Rieti)
- 1985 (Atala, nove vittorie)

4ª tappa Settimana Ciclistica Internazionale (Terme Vigliatore > Terme Vigliatore)
2ª tappa Giro di Puglia (Polignano a Mare > Monopoli)
Nordwest-Schweizer-Rundfahrt
2ª tappa Giro del Trentino (Val di Sole > Arco)
1ª tappa Giro d'Italia (Verona > Busto Arsizio)
13ª tappa Giro d'Italia (Maddaloni > Frosinone)
21ª tappa Giro d'Italia (Saint-Vincent > Genova)
9ª tappa Tour de Suisse (Appenzello > Zurigo)
Grand Prix du canton d'Argovie
- 1986 (Atala, quattro vittorie)

Grand Prix Pino Cerami
Prologo Giro d'Italia (Palermo, cronometro)
1ª tappa Tour de Suisse (Winterthur > Winterthur)
Millemetri del Corso di Mestre
- 1987 (Atala, tre vittorie)

3ª tappa Giro di Puglia (San Ferdinando di Puglia > Monopoli)
9ª tappa Giro d'Italia (San Giorgio del Sannio > Bari)
1ª tappa Tour de Suisse (Laax > Zurigo)
- 1988 (Panasonic, sette vittorie)

2ª tappa Étoile de Bessèges (Aimargues > Alès)
Gran Premio di Mendrisio
Nordwest-Schweizer-Rundfahrt
21ª tappa Giro d'Italia (Lido di Jesolo > Vittorio Veneto)
10ª tappa Tour de Suisse (Sciaffusa > Zurigo)
1ª tappa Post Danmark Rundt (Aarhus > Holstebro)
Millemetri del Corso di Mestre
- 1989 (Panasonic, sei vittorie)

2ª tappa Tirreno-Adriatico (Bacoli > Latina)
3ª tappa Tour de Romandie (Friburgo > Bains de Saillon)
5ª tappa Tour de Romandie (Les Diablerets > Ginevra)
7ª tappa Giro d'Italia (Isernia > Roma)
11ª tappa Giro d'Italia (Riccione > Mantova)
10ª tappa Tour de Suisse (Brügg > Zurigo)
- 1990 (Panasonic, tre vittorie)

2ª tappa Tour de Romandie (Neuchâtel > Nyon)
6ª tappa Tour de Romandie (Nendaz > Ginevra)
3ª tappa Settimana Catalana (Martinet > Santa Coloma de Gramenet)
- 1992 (Bleiker, due vittorie)

4ª tappa West Virginia Mountain Classic
First Union Classic

#### Altri successi
- 1981 (TI-Raleigh)

Classifica sprint Tour de Suisse
1ª tappa, 1ª semitappa Tour de France (Nizza > Antibes > Nizza, cronosquadre)
4ª tappa Tour de France (Narbonne > Carcassonne, cronosquadre)
- 1984 (Atala)

Classifica a punti Giro d'Italia

### Pista
- 1980

Campionati europei, Omnium
- 1981

Campionati svizzeri, Chilometro
Campionati svizzeri, Corsa a punti
Campionati europei, Omnium Endurance
Campionati europei, Velocità
Campionati del mondo, Corsa a punti
Sei giorni di Grenoble (con Patrick Sercu)
- 1982

Campionati del mondo, Corsa a punti
Sei giorni di Zurigo (con Robert Dill-Bundi)
- 1983

Sei giorni di Launceston (con Hans Känel)
Campionati svizzeri, Chilometro
Campionati del mondo, Keirin
Campionati del mondo, Corsa a punti
Sei giorni di Monaco di Baviera (con René Pijnen)
Sei giorni di Zurigo (con Daniel Gisiger)
- 1984

Campionati del mondo, Corsa a punti
Sei giorni di Rotterdam (con René Pijnen)
Sei giorni di Zurigo (con Daniel Gisiger)
- 1985

Campionati svizzeri, Inseguimento
Campionati del mondo, Keirin
Campionati del mondo, Corsa a punti
Sei giorni di Monaco di Baviera (con René Pijnen)
- 1986

Campionati svizzeri, Corsa a punti
Campionati svizzeri, Chilometro
Campionati del mondo, Corsa a punti
Sei giorni di Zurigo (con Daniel Gisiger)
- 1987

Campionati europei, Omnium Endurance #2
Campionati svizzeri, Corsa a punti
Campionati del mondo, Corsa a punti
Sei giorni di Berlino (con Dietrich Thurau)
Sei giorni di Monaco di Baviera (con Dietrich Thurau)
Sei giorni di Zurigo (con Dietrich Thurau)
- 1988

Sei giorni di Gand (con Roman Hermann)
- 1989

Sei giorni di Copenaghen (con Danny Clark)
Campionati del mondo, Corsa a punti
Campionati svizzeri, Corsa a punti
- 1990

Campionati svizzeri, Corsa a punti
Sei giorni di Dortmund (con Olaf Ludwig)
- 1991

Campionati svizzeri, Corsa a punti
- 1992

Sei giorni di Copenaghen (con Danny Clark)
Campionati svizzeri, Mezzofondo
Sei giorni di Monaco di Baviera (con Olaf Ludwig)
- 1993

Sei giorni di Colonia (con Remig Stumpf)
Sei giorni di Brema (con Peter Pieters)
- 1994

Sei giorni di Colonia (con Carsten Wolf)
Sei giorni di Zurigo (con Carsten Wolf)

## Piazzamenti

### Grandi Giri
- Giro d'Italia

1982: 99º
1983: 91º
1984: 98º
1985: 120º
1986: 126º
1987: 104º
1988: 82º
1989: ritirato (20ª tappa)
1990: ritirato (7ª tappa)
- Tour de France

1981: ritirato (15ª tappa)
- Vuelta a España

1991: fuori tempo (12ª tappa)

### Classiche monumento
- Milano-Sanremo

1982: 71º
1983: 105º
1984: 46º
1985: 8º
1986: 36º
1989: 51º
- Parigi-Roubaix

1984: 29º
1986: 13º
1988: 39º
1989: 9º
1990: 15º
1991: 57º

### Competizioni mondiali
- Campionati del mondo su strada

Goodwood 1982 - In linea: 19º
Giavera del Montello 1985 - In linea: ritirato
- Campionati del mondo su pista

Monaco di Baviera 1978 - Inseguimento a squadre Dilettanti: 3º
Amsterdam 1979 - Corsa a punti Dilettanti: 3º
Besançon 1980 - Keirin: 5º
Besançon 1980 - Corsa a punti: 10º
Brno 1981 - Corsa a punti: vincitore
Leicester 1982 - Corsa a punti: vincitore
Zurigo 1983 - Corsa a punti: vincitore
Zurigo 1983 - Keirin: vincitore
Barcellona 1984 - Corsa a punti: vincitore
Barcellona 1984 - Keirin: 3º
Bassano del Grappa 1985 - Corsa a punti: vincitore
Bassano del Grappa 1985 - Keirin: vincitore
Colorado Springs 1986 - Corsa a punti: vincitore
Colorado Springs 1986 - Keirin: 3º
Vienna 1987 - Corsa a punti: vincitore
Vienna 1987 - Keirin: 3º
Lione 1989 - Corsa a punti: vincitore
Lione 1989 - Keirin: 7º
Maebashi 1990 - Corsa a punti: 4º

## Riconoscimenti
- Sportivo svizzero dell'anno nel 1982 e 1983
- Mendrisio d'Oro del Velo Club Mendrisio nel 1985